# Урулюнгуй (річка)
Урулюнгу́й (рос. Урулюнгуй) — річка в Забайкальському краї Росії, ліва притока Аргуні.
Витік річки знаходиться на південно-східному схилі Нерчинського хребта. По обидва боки від річки простягається Клічкінський хребет. Довжина річки становить 189 км, площа водозбору — 8360 км². Перебіг річки дуже звивистий; у середній течії на відтинку 20-25 км постійний водотік відсутній. Крижаний покрив зазвичай встановлюється в третій декаді жовтня, руйнується в кінці квітня. Тривалість льодоставу складає 160—185 днів.
Річку утворює злиття річок Хунду і Барун-Хунду. Притоки: Нарин, Могойтуй, Манкечур, Зерен, Тасуркай, Конде, Бирка.
На низькій надзаплавній терасі в пониззі річки Хірхіра, що впадає в Урулюнгуй, знаходиться пам'ятник археології федерального значення Хірхірінське містечко, Хірхірінське городище, залишки міста другої чверті XIII—XIV століття. Поруч був знайдений  Чингісів камінь — епіграфічний пам'ятник з написом старомонгольським письмом (датується 1224—1225 роками).

## Топографічні карти
- Аркуш карти M-50-XVIII Приаргунск. Масштаб: 1 : 200 000. (рос.) Зазначити дату випуску/стану місцевості.
- Аркуш карти M-50-XVII Краснокаменск. Масштаб: 1 : 200 000. (рос.) Зазначити дату випуску/стану місцевості.
- Аркуш карти M-50-XVI Кличка. Масштаб: 1 : 200 000. (рос.) Зазначити дату випуску/стану місцевості.